# SEATO

Vlajka SEATO

Organizace jihoasijské smlouvy (také Organizace smlouvy pro jihovýchodní Asii, anglicky: Southeast Asia Treaty Organization, SEATO) byla mezinárodní organizace pro kolektivní bezpečnost, vytvořena Smlouvou o kolektivní obraně v jihovýchodní Asii nebo tzv. Manilským paktem, který byl podepsán 8. září 1954. Formální instituce SEATO byla ustanovena na schůzce smluvních stran v Bangkoku v lednu 1955.
Jejím primárním cílem bylo vytvořit blok k zadržení dalšího komunistického postupu a zisku v jihovýchodní Asii v průběhu Korejské války. Sídlo organizace bylo v Bangkoku v Thajsku. Některé klíčové země regionu do něj nevstoupily (Indie, Indonésie), což vedlo k omezení jeho významu. Následně začalo docházet k rozkolu v pohledu na krize ve Vietnamu, Laosu a Kambodži, což vyústilo v 70. letech v rozpad organizace. V roce 1973 vystoupil Pákistán, o rok později Francie (1974). SEATO bylo formálně zrušeno 30. června 1977.

## Členové
- Austrálie
- Francie
- Nový Zéland
- Pákistán
- Filipíny
- Thajsko
- Velká Británie
- USA